# ریک درکسن
ریک درکسن (به دانمارکی: Rick Derksen) (متولد ۱۹۶۴) یک زبان‌شناس هلندی و هندو اروپایی در دانشگاه لیدن است که در زبان‌شناسی تاریخی بالتو-اسلاوی با تأکید بر لهجه‌شناسی و ریشه‌شناسی تخصص دارد.
درکسن یکی از مشارکت‌کنندگان پروژه فرهنگ لغت ریشه‌شناسی زبان‌های هندواروپایی مستقر در لیدن است که برای آن فرهنگ لغت ریشه‌شناسی واژگان موروثی اسلاوی (بریل، ۲۰۰۸) و فرهنگ لغت ریشه‌شناسی واژگان موروثی بالتیک (بریل، ۲۰۱۵) را نوشت.